# Emberi sors (film)
Az Emberi sors (oroszul: Судьба человека) 1959-ben készült szovjet film. Mihail Alekszandrovics Solohov 1956-ban megjelent azonos című történetén alapul. Bondarcsuk rendezői debütálása volt. Ezért az alkotásáért megkapta a I. Moszkvai Nemzetközi Filmfesztivál  fődíját.

## Történet
|  | Alább a cselekmény részletei következnek! |

Az író és Szokolov a kompátkelőnél

A Szovjetunióban 1946 tavaszán Szokolov egy kisfiúval együtt várakozott egy kompátkelőnél. A véletlen összehozta egy férfival (az íróval, Solohovval), akinek elbeszélte az életét.
A nagy honvédő háború kezdete után Andrej Szokolov, a voronyezsi gépkocsivezető elbúcsúzott a családjától. A háború első hónapjaiban megsebesült és fogságba esett. Két évig hadifogoly volt, kiállta a náci koncentrációs tábor poklát. A bátorságának köszönhetően elkerülte a kivégzést, és sikerült megszöknie, ráadásul értékes dokumentumokat is magával vitt. Egy rövid ideig kórházba került, itt értesült róla, hogy a felesége és két lánya meghalt egy bombatámadásban. Már csak a fia maradt, aki  tisztként szolgált a Vörös Hadseregben. Szokolov visszatért a frontra, és sebesülés nélkül érte meg a háború végét. Egysége győzelmi ünnepségén azonban azt a hírt kapta, hogy a fiát a háború utolsó napján egy német mesterlövész golyója ölte meg.
Amikor a háború után magányosan teherautó-sofőrként dolgozott, találkozott az árva kisfiúval, Ványával, akinek az anyja meghalt, az édesapja pedig eltűnt a háború alatt. Szokolov úgy tett, mintha a gyermek apja lett volna, hogy jövőt adjon a fiúnak és önmagának.
Szokolov bátorságával, megdönthetetlen akaraterejével, szeretetével és emberségével megtestesíti a szovjet ember eszményét, és így egy egész generáció példaképévé válik.
|  | Itt a vége a cselekmény részletezésének! |

## Szereplők
- Szokolov – Szergej Bondarcsuk – Sinkovits Imre
- Ványa – Pavel Boriskin – Csákány Zsuzsi
- Irina, Szokolov felesége – Zinaida Kirijenko – Szemes Mari
- Ivan Timofejevics, Szokolov szomszédja – Pavel Volkov – Kőmíves Sándor
- Müller  táborparancsnok – Jurij Averin – Ungváry László
- Német őrnagy – Kirill Alekszejev – Szendrő József
- Szovjet ezredes – Pavel Vinnik
- Német katona – Georgij Millyar
- Az író – Jevgenyij Teterin – Pethes Ferenc

## Díjak
- A Moszkvai Nemzetközi Filmfesztivál fődíja 1959-ben.
- Csehszlovák X. Nemzetközi Filmfesztivál fődíja.
- A Minszki Filmfesztivál fődíja 1960-ban.
- „Kristályváza” fődíj.
- Díjak a Melbourne-i, Sydney-i és Canberrai Nemzetközi Filmfesztiválokon.
- A XII. Karlovy Vary-i Nemzetközi Filmfesztivál díja (1970).
- Díj az 1976-os Georgetowni Nemzetközi Filmfesztivál.

## Fordítás
- Ez a szócikk részben vagy egészben  a   Fate of a Man című angol Wikipédia-szócikk ezen változatának fordításán alapul.  Az eredeti cikk szerkesztőit annak laptörténete sorolja fel. Ez a jelzés csupán a megfogalmazás eredetét és a szerzői jogokat jelzi, nem szolgál a cikkben szereplő információk forrásmegjelöléseként.